# Белобрюхий стриж
Белобрюхий стриж (лат. Tachymarptis melba) — небольшая птица семейства стрижиных. Знаменита своей возможностью находиться в воздухе больше полугода не приземляясь.

## Описание
Белобрюхие стрижи имеют обтекаемую, продолговатую форму тела и длинные, заострённые крылья. Хвост отчётливо вилочковый. Белобрюхий стриж длиной от 20 до 23 см, размах крыльев от 51 до 58 см и вес от 76 до 125 г. Самцы в среднем немного крупнее, чем самки.
Горло и перед брюха чисто белые, на груди тёмная полоса. Остальная нижняя часть тела и вся верхняя часть от бежевого до серо-коричневого цвета. Клюв чёрный, радужины коричнево-чёрного цвета. Ноги телесного цвета, кончики пальцев тёмно-коричневые и когти чёрные.

## Распространение
Область гнездования белобрюхого стрижа простирается от Северной Африки и южной Европы через юг Центральной Европы и Переднюю Азию до Центральной Азии, Индии и Шри-Ланки и дополнительно охватывает большие части Африки к югу от Сахары, а также Мадагаскар.
Самые северные места гнездовий в Центральной Европе находились в 1999 году в Базеле (Швейцария), Вальдсхут-Тингене (Германия) и Мюлузе (Франция). В 2003 году вид обнаружен в Белоруссии.

## Питание
Питание состоит из воздушного планктона, летающих высоко в воздушном пространстве или занесённых туда ветром членистоногих. Систематического исследования питания не проводилось. 10 исследованных желудков птиц из различных мест Швейцарии содержали от 11 до 684, в среднем 276 добычи. В целом они содержали 1011 полужесткокрылых (из них 668 тлей и 314 цикад), 692 двукрылых, 301 перепончатокрылых, 207 жуков, 93 паука, 19 сетчатокрылых, 16 бабочек, 14 веснянок 14 саранчи и один ручейник.

## Размножение
Белобрюхие стрижи гнездятся в колониях. Естественные места колоний — это расщелины скал и защищённые ниши в крутых стенах скал, а также гроты в горах, в бассейне Средиземного моря частично также утёсы на высоте выше уровня моря. Уже несколько столетий, вероятно, уже с античности, вид использует в качестве спальных мест и мест гнездовий также здания.
Строительство гнёзд начинается минимум за 4-5 недель до откладывания яиц, в Швейцарии, например, в середине апреля. Гнездо состоит из собранных в воздухе растительных, животных (перьев) и искусственных (бумага, пластик) материалов, которые склеиваются между собой при помощи слюны в чашу.

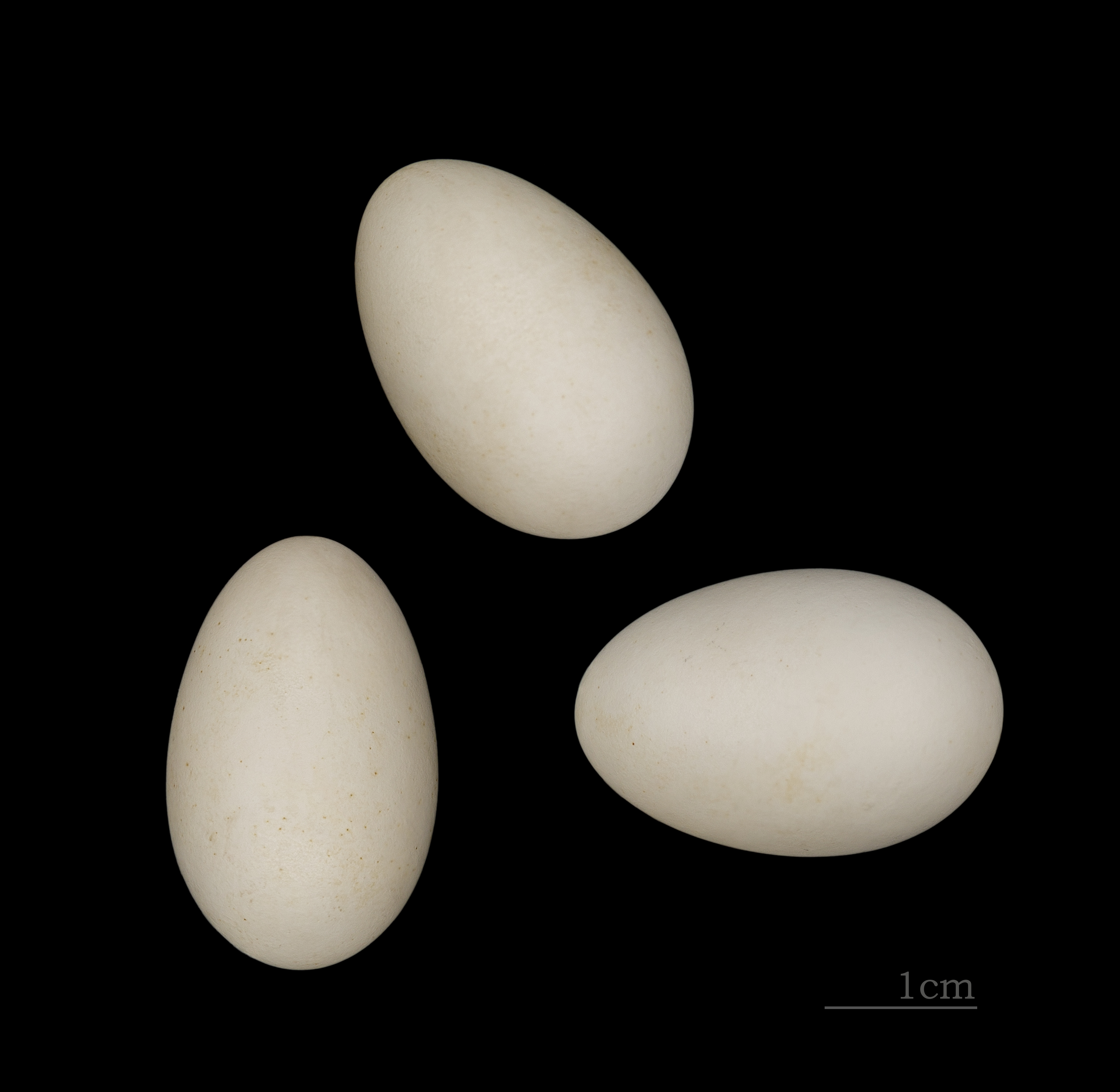
Tachymarptis melba

В кладке чаще 1-3, редко 4 яйца. Они чисто белые, овальные, размером в среднем 30,5 x 19,2 мм. Обе родительские птицы высиживают кладку, период высиживания составляет 17-23, в среднем 20 дней.
Продолжительность жизни составляет 21—26 лет.